# Bim da Ambulância
Bim da Ambulância (Belo Horizonte), é um político brasileiro, filiado ao Avante. Nas eleições de 2022, foi eleito deputado estadual por MG.